# Løvinden
|  | Denne artikel er oprettet af botten PalnaBot ud fra en ekstern database. Den kan derfor have sproglige fejl eller mangler. Denne skabelon kan fjernes efter kontrol af indholdet. |

Løvinden er en dansk film fra 2004, der tegner et portræt af skuespillerinden Bodil Udsen. Filmen er tilrettelagt og instrueret af Vibeke Muasya.

## Handling
Hun er kendt for sin store latter, sit store temperament og for en række pragtpræstationer på de danske teaterscener, på film og tv, fra Winnie i Samuel Beckets »Glade dage« til den bramfri Emma i »Huset på Christianshavn«. Denne portrætfilm følger Bodil Udsen på en rejse til Afrikas åbne savanne; en rejse blandt vilde dyr og en rejse i kunsten at leve og kunsten at dø langsomt. Bodil Udsen fortæller om sit liv, om at være grådig, om at elske, at savne, - og om at blive gammel.